# Bremer Klausel
Als Bremer Klausel wird Artikel 141 des deutschen Grundgesetzes bezeichnet. Er schränkt den Anwendungsbereich der grundgesetzlichen Vorschriften über den Religionsunterricht ein und ermöglicht so in einigen Gebieten Deutschlands andere Unterrichtstypen. Ein bekanntes Beispiel ist der „Unterricht in Biblischer Geschichte“ in Bremen. Er ist kein Religionsunterricht im Sinne des Grundgesetzes, weil er inhaltlich nicht von einer Religionsgemeinschaft verantwortet wird, also keine „gemeinsame Angelegenheit“ (res mixta) ist.

## Normierung
Art. 141 GG lautet:
In der in Bezug genommenen Vorschrift heißt es: „Der Religionsunterricht ist in den öffentlichen Schulen mit Ausnahme der bekenntnisfreien Schulen ordentliches Lehrfach.“

## Historischer Hintergrund
Die Bezeichnung als „Bremer“ Klausel ist im Gesetzestext nicht genannt. Sie rührt daher, dass die Ausnahme insbesondere mit Rücksicht auf die Freie Hansestadt Bremen ins Grundgesetz aufgenommen wurde. Dort wurde traditionsgemäß und in Überwindung der Trennung zwischen reformierten und lutherischen Glaubensrichtungen Biblische Geschichte auf allgemein-christlicher Grundlage und damit bekenntnisfrei unterrichtet.

### Entstehungsgeschichte
Der Parlamentarische Rat (Hauptausschuss) sah sich in zweiter Lesung mit einem Antrag des bremischen Abgeordneten Adolf Ehlers (SPD) konfrontiert, die Regelungen des Grundgesetzentwurfs über den Religionsunterricht zu streichen. Diese widersprächen dem „Unterricht in biblischer Geschichte auf allgemein christlicher Grundlage“, wie ihn die bremische Verfassung vorsehe. Dem schloss sich der hamburgische Abgeordnete und Vizepräsident des Parlamentarischen Rates Adolph Schönfelder (ebenfalls SPD) im Namen der Hamburgischen Schulbehörde an. Weil der Hauptausschuss dem Antrag nicht entsprach, empfahl der Fünferausschuss eine Kompromisslösung, die der heutigen Formulierung des Art. 141 GG ähnelte. SPD und FDP befürworteten den Entwurf, CDU und Zentrum lehnten ihn dagegen mit der Begründung ab, staatlich bestimmter Religionsunterricht sei ein Übergriff des Staates in den religiösen Bereich. Der Hauptausschuss nahm die Formulierung mit 12 gegen 6 Stimmen an, in vierter Lesung erhielt die Klausel die heutige Fassung. Keine Einigung wurde allerdings über die Frage erzielt, für welche Länder genau die Klausel gelten sollte.
In zweiter Lesung im Plenum stellten Zentrum und Deutsche Partei Anträge auf Streichung des Art. 141 GG, weil er den grundrechtlich gesicherten Religionsunterricht einschränke. Der Parlamentarische Rat nahm dessen ungeachtet die heutige Fassung der „Bremer Klausel“ mehrheitlich an.

### Verhältnis zum Völkerrecht
In der Bremer Klausel mag man einen Widerspruch zu den schulrechtlichen Bestimmungen des Art. 21 des Reichskonkordats und damit eine Verletzung der völkerrechtlichen Pflichten der Bundesrepublik erblicken. Als Bestandteil der Verfassung ist die Bremer Klausel innerstaatlich aber dennoch wirksam.

## Ermöglichte Unterrichtstypen
Die Bremer Klausel ermöglicht Unterrichtstypen, die nicht Religionsunterricht im Sinne des Grundgesetzes sind.

### Bremen
Art. 32 Abs. 1 der Landesverfassung der Freien Hansestadt Bremen lautet „Die allgemeinbildenden öffentlichen Schulen sind Gemeinschaftsschulen mit bekenntnismäßig nicht gebundenem Unterricht in Biblischer Geschichte auf allgemein christlicher Grundlage.“ Am 23. Oktober 1965 entschied der Bremische Staatsgerichtshof, der „Biblische Geschichtsunterricht“ sei nicht auf evangelischer, sondern auf allgemein christlicher Grundlage zu erteilen. Die hiergegen eingelegte Verfassungsbeschwerde zum Bundesverfassungsgericht hatte keinen Erfolg.

### Andere Gebiete
Neben Bremen ist die Klausel aber auch auf Berlin und auf bestimmte Schularten in manchen alten Bundesländern anwendbar, weil dort zum Stichtag 1. Januar 1949 eine anderweitige gesetzliche Regelung bestand.

## Streit um Geltung in den neuen Bundesländern
Nach der Wiedervereinigung stellte sich angesichts der geringeren konfessionellen Bindung der Bevölkerung der neuen Länder die Frage, ob dort Religionsunterricht erteilt werden müsse. Während die übrigen Länder Religionsunterricht einführten, bot Brandenburg stattdessen das Unterrichtsfach „Lebensgestaltung-Ethik-Religionskunde“ (LER) an und berief sich darauf, es liege kein Eingriff in die Grundrechte aus Art. 7 GG vor, da die „Bremer Klausel“ auf Brandenburg Anwendung finde. Ob diese Argumentation zutrifft, ist sehr umstritten. Zwar bestand dort zum Stichtag eine anderweitige Regelung, doch – so die Gegenargumentation – wurden die Länder in der DDR aufgelöst und erst im Ländereinführungsgesetz vom 22. Juli 1990 neu errichtet, sodass Art. 141 GG deshalb nicht anwendbar wäre.
Das Bundesverfassungsgericht (BVerfG) hat bislang eine Entscheidung in dieser Frage umgangen. Zwar erhoben Eltern, Schüler, römisch-katholische Bistümer und die Evangelische Kirche in Berlin-Brandenburg Verfassungsbeschwerde und stellten zahlreiche Bundestagsabgeordnete Normenkontrollanträge gegen die Brandenburgische Regelung. Außergewöhnlicherweise unterbreitete das Gericht aber am 11. Dezember 2001 durch Beschluss einen Vergleichsvorschlag, woraufhin die Antragsteller und mehrere Beschwerdeführer mit dem Land Brandenburg eine entsprechende Vereinbarung abschlossen, die insbesondere die Möglichkeit einer Befreiung von der Teilnahme am Fach Lebensgestaltung-Ethik-Religionskunde (LER) vorsah.
Daraufhin stellte das Gericht mit Beschluss vom 31. Oktober 2002 diese Verfahren ein und verwarf die übrigen Verfassungsbeschwerden unter Hinweis auf die Neuregelung. Erneute Verfassungsbeschwerden, nun gegen die Neuregelungen selbst gerichtet, nahm das Gericht mit Beschluss vom 8. Januar 2004 nicht zur Entscheidung an. Die Anwendbarkeit des Art. 141 GG wurde in beiden Fällen nicht erörtert, sodass eine höchstrichterliche Entscheidung der Streitfrage noch aussteht.

### Berlin
In Berlin ist der Religionsunterricht nach § 13 Berliner Schulgesetz vom 26. Juni 1948 Sache der Religions- und Weltanschauungsgemeinschaften (Berliner Schulmodell). Für Berlin gilt nach Ansicht des Bundesverwaltungsgerichts die Bremer Klausel; sie besagt, dass Art. 7 Abs. 3 GG keine Anwendung in einem Land findet, in dem am 1. Januar 1949 eine andere Regelung galt. Der Religionsunterricht wird hier derzeit (2004) noch von Personen mit der Befähigung für ein Lehramt und einer Prüfung im Fach Religionslehre oder von Personen, die ein fachwissenschaftliches Studium an einer Hochschule oder eine vergleichbare Ausbildung abgeschlossen haben, erteilt. Man muss sich zum Religionsunterricht anmelden, er ist also ein Wahlfach; die Benotung ist nicht versetzungsrelevant; alternative Wahlfächer sind bisher: muslimischer Religionsunterricht oder Lebenskundeunterricht (ein vom Humanistischen Verband Deutschlands (HVD) erteilter weltanschaulicher Unterricht). Es ergeben sich Probleme in der Betreuung derjenigen Schüler, die sich zu keinem dieser Wahlfächer angemeldet haben. Wegen der häufigen Verlegung des Religionsunterricht in die Randstunden oder zeitgleicher Freizeitangebote (Ganztagesschulen) besteht ein erhöhtes „Abmelderisiko“. Hinzu kommt noch eine veränderte Bevölkerungsstruktur durch die Zuwanderung andersgläubiger Menschen sowie Kirchenaustritte. Andererseits wird der Lebenskunde- sowie der Religionsunterricht von den Schülern gerade wegen seiner Freiwilligkeit und Nicht-Versetzungsrelevanz als „angst- und stressfrei“ erlebt. Er kann dazu beitragen, ihre Probleme des Alltags aufzufangen und zu besprechen.
Am 23. März 2006 beschloss das Berliner Abgeordnetenhaus mit den Stimmen von SPD und PDS sowie einem Teil der Grünen, dass Ethik ab dem Schuljahr 2006/2007 für die Sekundarstufe I Teil des Pflichtunterrichtes für alle Schüler werden sollte. Angesichts fehlender Lehrkräfte wurde dieser Ethikunterricht jedoch vorerst nur in den 7. Klassen erteilt und soll dann in den folgenden Jahren nach und nach auch in den höheren Klassenstufen unterrichtet werden. Der Religionsunterricht kann daneben nach wie vor freiwillig besucht werden. Die evangelische Kirche, im Besonderen Landesbischof Wolfgang Huber, kritisierte, dass der konfessionelle Religionsunterricht gerade in dieser Schulstufe parallel zu dem Pflichtfach Ethik kaum noch eine Chance habe, von den Schülern wahrgenommen zu werden. Der Fraktionsvorsitzende der SPD im Berliner Abgeordnetenhaus, Müller, schlug vor, die wegen des dann nicht nachgefragten Religionsunterrichtes freigewordenen Gelder für die Etablierung des Ethikunterrichtes im Grundschulbereich zu nutzen. Gleichzeitig sprachen sich die Religionsgemeinschaften im Rahmen eines Wahlpflichtbereichs für einen Ethikunterricht für alle nicht konfessionell gebundenen Schüler aus, d. h. die Schüler sollten sich dann, wie in den meisten anderen Bundesländern, entweder für Ethik- oder Religionsunterricht entscheiden.
Mit der Ablehnung einer Verfassungsbeschwerde entschied das Bundesverfassungsgericht am 15. März 2007, dass obligatorischer Ethikunterricht weder Eltern noch Schüler in Grundrechten verletzt.
Im September 2008 startete die Initiative Pro Reli ein Volksbegehren, um einen Volksentscheid für ein Wahlpflichtfach Religion herbeizuführen. Danach wäre der Schulfachstatus des Religionsunterrichts als Teil eines Wahlpflichtbereiches dann gleichrangig mit dem des Ethikunterrichts, d. h. Schüler und Eltern hätten die Pflicht, sich für eines der in diesem Bereich angebotenen Fächer zu entscheiden, dabei aber die Möglichkeit zwischen Ethikunterricht und dem Religionsunterricht einer der diversen Religionsgemeinschaften zu wählen. Der Volksentscheid am 26. April 2009 scheiterte jedoch, da das nötige Quorum von 25 % der Wahlberechtigten nicht zustande kam und eine Mehrheit von 51 % dagegen stimmte.

### Brandenburg
Anfang der 1990er Jahre lief ein auf drei Jahre befristeter Modellversuch LER (Lebensgestaltung-Ethik-Religionskunde) in 44 Schulen an, der von der SPD-Landesregierung als erfolgreich bewertet wurde. Mittlerweile wird der Unterricht bei insgesamt zwei zur Verfügung stehenden Wochenstunden über das gesamte Schuljahr verteilt und in eine Integrations- und in eine Differenzierungsphase gegliedert. Die Integrationsphase umfasst „bekenntnisfreien“ Unterricht in Lebensgestaltung, Ethik, Religionskunde/Religionswissenschaft. In der Orientierungsphase wird Religionsunterricht als ordentliches Lehrfach angeboten, in der Differenzierungsphase angelehnt an das GG „in Übereinstimmung mit den Grundsätzen der Kirchen“. Eine Leistungsbewertung durch Noten findet erst seit 2005 statt. Alle Schüler sind in Brandenburg zur Teilnahme an LER (Lebensgestaltung-Ethik-Religionskunde) verpflichtet und müssen sich bislang ausdrücklich davon abmelden, um stattdessen an dem eigenständig von den christlichen Kirchen angebotenen Religionsunterricht teilnehmen zu können. Die Verfassungsmäßigkeit ist auch insoweit umstritten, als unklar ist, ob die „Bremer Klausel“ auf Brandenburg Anwendung findet, denn zwar galt im 1947 gegründeten Nachkriegsland Brandenburg tatsächlich 1949 eine andere Regelung, allerdings wurde dieses alte Brandenburg 1952 von der DDR aufgelöst und erst 1990 erneut gegründet. Wenn die Bremer Klausel nicht gelten würde, läge ein Verstoß gegen Art. 7 GG vor. Ein Bundesverfassungsgerichtsurteil zu dieser Frage ist aber nicht mehr zu erwarten, nachdem die Beschwerdeführer auf einen Vergleichsvorschlag eingegangen sind und das BVerfG deshalb das Verfahren mit Beschluss vom 31. Oktober 2002 für beendet erklärt hat.
Seit dem Schuljahr 2007/2008 wird ein weltanschaulicher Lebenskundeunterricht auch an den Schulen im Land Brandenburg angeboten – nicht als Alternative zu LER, sondern als Alternative zum kirchlichen Religionsunterricht. Dafür hat das Brandenburger Verfassungsgericht im Dezember 2005 den Weg geebnet. Es erklärte, es sei mit der Verfassung unvereinbar, dass das Landesschulgesetz allein den Kirchen das Recht zum Bekenntnisunterricht zuerkannte.